# Begão de Paris
Begão de Paris (c. 755 ou 760 - 28 de outubro de 816) foi conde de Paris, de Toulouse e marquês de Septimânia (Casa dos girárdidas).

## Relações familiares
Foi filho do Conde Gerardo I de Paris e de Rotrude de Trèves, sendo portanto irmão de Estevão de Paris (c. 754 - 811 ou 815) e de Leutardo I de Paris (? - 813), sendo sua mãe tida como filha de Carlomano (715 - 754) e portanto neta de Carlos Martel (688 — 15 de Outubro de 741) mordomo do palácio e duque dos Francos.
Casou em 806 com Alpaida (793 ou 794 - 23 de julho de 852), filha de Luís I de França, "o Piedoso" (778 – 20 de Junho de 840), também conhecido como Luís, o Belo ou Louis o Debonaire, do francês, de bom ar, ou ainda, em língua alemã, Ludwig der Fromme e em latim, Ludovico Pio), foi o segundo filho de Carlos Magno, imperador e rei dos francos de 771 a 814, e de Hildegarda da Alemanha, de quem teve:
1. Leutardo II de Paris, conde de Paris,
2. Eberardo de Paris,
3. Susana de Paris casada com Vulfardo de Flavigny,
4. Landada de Paris foi casada com Donato I de Melun,
5. Engeltruda de Paris

Ele foi nomeado camareiro do rei Luís da Aquitânia (e futuro imperador do Ocidente 814-840, filho de Carlos Magno).
A partir de 806, torna-se Conde de Toulouse e Marquês de Septimânia da qual ele controla a marca em substituição de Guillherme de Gellone.
Em 815, ele sucede a seu irmão Estêvão de Paris no título de Conde de Paris e contribui para a prosperidade da abadia de Saint-Pierre-du-Fosse.
Ele morreu a 28 de Outubro de 816. Seu irmão Leutardo I de Paris sucedeu-lhe como conde de Paris.